# Famille Juchault
 (février 2023).
Si vous disposez d'ouvrages ou d'articles de référence ou si vous connaissez des sites web de qualité traitant du thème abordé ici, merci de compléter l'article en donnant les références utiles à sa vérifiabilité et en les liant à la section « Notes et références ».
La famille Juchault est une famille subsistante de la noblesse française, originaire de Bretagne, anoblie par charge en 1583.

## Histoire
La famille Juchault, originaire de Bretagne a été anoblie par charge de conseiller en la chambre des Comptes de Nantes en 1583 et maintenue noble en 1669. Elle remonterait sa filiation à René Juchault, notaire Royal, trouvé  en 1598.
Elle a formé plusieurs branches dont seule subsiste celle des Jamonières.
La famille est adhérente de l'Association d'entraide de la noblesse française, depuis 1965.

## Personnalités
- Michel Juchault de Blottereau (1544-1634), conseiller à la Chambre des comptes de Bretagne, échevin, sous-maire de Nantes
- Christophe Juchault (1591-1661), président en la Chambre des comptes de Bretagne en 1635, maire de Nantes de 1642 à 1644.
- Louis-Marie Juchault des Jamonières (1713-1772), député de la noblesse aux États de Bretagne en 1764
- Louis-Marie Juchault, seigneur des Jamonières, (1769-1842), baron d'Empire le 2 janvier 1814, baron héréditaire le 28 janvier 1826, président du collège électoral de Nantes, maire de Saint-Philbert-de-Grand-Lieu, marié en 1796 à sa cousine, Marie Anne Juchault de La Moricière[4].
- Christophe Louis Léon Juchault de Lamoricière, né le 5 février 1806 à Nantes et mort le 11 septembre 1865 à Prouzel (Somme), général, diplomate et homme politique, gouverneur général d'Algérie, ministre de la Guerre et ambassadeur de France en Russie.
- Charles Juchault des Jamonières (né le 18 avril 1902 au Cellier et mort le 16 août 1970 à Saint-Herblain), s'est distingué dans les compétitions de tir sportif, médaillé de bronze aux Jeux olympiques d'été de 1936.

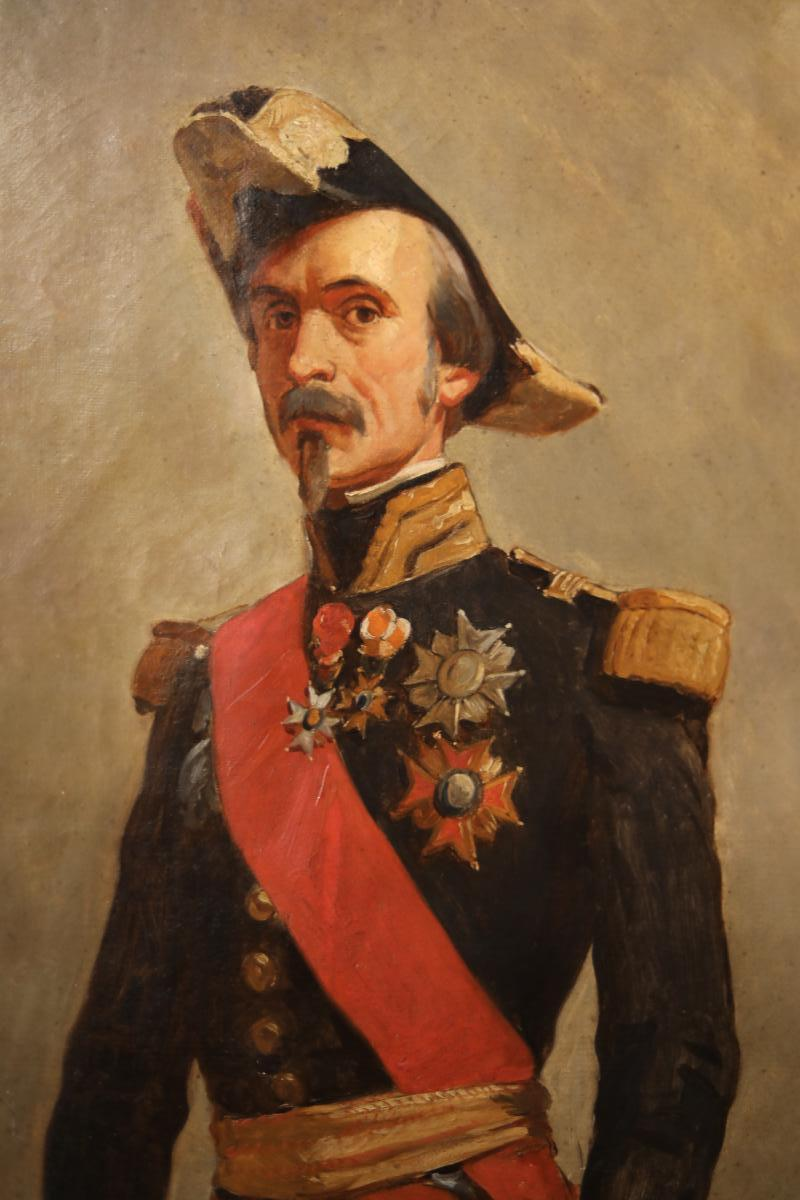
Le général Christophe Louis Léon Juchault de Lamoricière (1806-1865).

## Armes & titres
Les armes de la famille se blasonnent ainsi D'azur à la fasce d'or accompagnée de 3 coquilles d'argent.
- Baron d'Empire en 1814[1].
- Baron héréditaire en 1826[1].

## Alliances
Les principales alliances de la famille sont : Bidé de La Provôté, Fournier, Rousseau de Saint-Aignan, Robin, de La Tullaye, Bouhier de La Vérie, du Bot, Jochaud du Plessix, du Chaffault, de La Bourdonnaye, de Sesmaisons, Rousselot de Saint-Céran, Robineau de Bougon, de La Borde, Bascher de Souché, Siffait, de Maistre, Le Tourneulx, de Dampierre (Dampierre), de La Croix de Castries, Cesbron-Lavau.

## Possessions
- Château du Grand-Blottereau
- Château des Jamonières
- Château de Clermont
- Manoir de la Vignette
- Château de la Moricière
- Manoir du Monceau
- Château du Chillon
- Château de Prouzel
- Château de Talhouët